# SV 리트
SV 리트(SV Ried)는 1912년 5월 5일에 창단된 오스트리아 리트임인크라이스의 축구 클럽이다. 현재는 오스트리아 분데스리가에 참가하고 있다.

## 수상
오스트리아 컵
- 우승 (2): 1997-98, 2010-2011

2. 리가
- 우승 (2): 2004-2005, 2019-20

## 선수 명단

### 현역
참고: FIFA 자격 규정에 따라 소속된 국가대표팀 국기를 표시합니다. 선수는 복수의 FIFA 비회원국 국적을 가지고 있을 수 있습니다.
| 번호 | 포지션 | 국적 | 이름        |
| ---- | ------ | ---- | ----------- |
| 9    | FW     |      | 살리우 사네 |

| 번호 | 포지션 | 국적 | 이름 |
| ---- | ------ | ---- | ---- |

## 역대 감독
| 감독            | 임기        |
| --------------- | ----------- |
| 올리버 글라스너 | 2014 ~ 2015 |